# Malik Harris
Malik Harris (Landsberg am Lech, Alemanha, 27 de agosto de 1997) é um cantor alemão que irá representar a Alemanha no Festival Eurovisão da Canção 2022.

## Discografia

### Álbuns
- "Anonymous Colonist" (2021)

### EPs
- "Like That Again" (2019)

### Singles
- "Say the Name" (2018)
- "Welcome to the Rumble" (2019)
- "Like That Again" (2019)
- "Home" (2019)
- "Crawling" (2020)
- "Faith" (2020)
- "When We’ve Arrived" (2020)
- "Bangin’ on My Drum" (2021)
- "Dance" (2021)
- "Time for Wonder" (2021)
- "Rockstars" (2021)